# Полежаєво
Полежа́єво (рос. Полежаево) — присілок у складі Нікольського району Вологодської області, Росія. Входить до складу Краснополянського сільського поселення.

## Населення
Населення — 130 осіб (2010; 136 у 2002).
Національний склад (станом на 2002 рік):
- росіяни — 99 %